# New Civil Engineer
New Civil Engineer est le magazine hebdomadaire de l'Institution of Civil Engineers, (ICE), l'organisme officiel du Royaume-Uni qui supervise la pratique du génie civil au Royaume-Uni. Il est publié par EMAP qui a acquis le titre et le contrôle éditorial de la CIE en 1995. Disponible en version imprimée et en ligne après souscription a été retiré (il est gratuit pour les membres de l'ICE), le magazine est destiné aux professionnels de l'industrie du génie civil. Il contient des nouvelles de l'industrie, de l'analyse de nouvelles et publications récentes, des lettres des abonnés, un répertoire d'entreprises, avec des listes triées des sociétés par zone de travail, et une section rendez-vous. Il y a aussi parfois des détails sur les cours universitaires et le devenir des diplômés.
New Civil Engineer a été cofondateur du British Construction Industry Awards (en).